# Slobodan River
Slobodan River – estoński zespół muzyczny, utworzony w Tallinnie w 2001 roku.

## Historia zespołu
Grupa muzyczna, w której składzie znajdowali się Ithaka Maria, Stig Rästa oraz Tomi Rahula, została utworzona w 2001 roku. W tym samym roku ich utwór „Unpopular Song” znalazł się na estońskiej składance kompilacyjnej Eesti hit 16. Rok później kolejny utwór zatytułowany „True Blue Guide” wszedł w skład tracklisty albumu kompiacyjnego Eesti superhitt 2002.
W 2004 roku zespół wydał swój debiutancki, a zarazem ostatni album Surrounded, który promował singel „A Girl In a Push Up Bra”.
Zespół rozpadł się po pięciu latach, w 2006 roku.

## Dyskografia
Albumy
- 2004: Surrounded

Single
- 2004: „A Girl In a Push Up Bra”